# 제3의 길
제3의 길(영어: Third Way)은 경제적 자유주의와 사회민주주의 사상을 결합하고 적절히 조화시키는 중도주의적인 정치 사상이다. 일부 사회자유주의자와 사회민주주의자들이 주장하였으며 제3의 길을 주장하거나 지지한 정치인으로는 토니 블레어, 빌 클린턴, 고든 브라운, 루이스 이나시우 룰라 다 시우바 등이 있다.

## 등장 배경 및 역사
제3의 길은 1994년 당시 영국 노동당의 당수였던 토니 블레어에 의해 처음 공식화되었으며, 사회주의 인터내셔널의 정당들이 제3의 길 경향을 띄면서 보편적인 사회민주당의 이념으로 뿌리박았다. 1990년대 말 사회민주당들의 제3의 길 수용은 신자유주의 경향에 대한 확고한 지지로 드러났다.
1995년에는 토니 블레어 당수의 요구에 따라 노동당의 오랜 전통이었던 복지국가 건설 정책이 폐기되었으며, 기존 노동당의 정책들은 재정보수주의적이고 신자유주의적인 신노동당 정책으로 대체되었다. 제3의 길이 처음으로 공식화되었던 영국 노동당은 영국 보수당과 함께 영국의 양대 정당으로 자리잡았으며, 토니 블레어 집권 이후 13년간 영국 총리를 배출하였다.

## 확산과 쇠퇴
이러한 새로운 길은 미국에서 민주당 빌 클린턴 정권이 출범하면서 점점 그 색을 드러내기 시작했다. 영국 노동당의 토니 블레어 수상이 집권한 뒤, 토니 블레어는 '제3의 길'(영어: Third Way)이 자신이 나아갈 길이라고 말했다. 이로써 제3의 길이라는 노선은 토니 블레어에 의해 본격화되기 시작했다. 미국의 민주당은 스스로를 신민주당, 영국의 노동당을 신노동당으로 부르며, 제3의 길은 확산되었다. 영국 노동당의 고든 브라운 수상이 토니 블레어 정권의 뒤를 이어 제3의 길을 내세워 집권했다. 영국 노동당과 미국 민주당의 제3의 길 경향은 고든 브라운이 총선 참패로 사퇴하면서, 빌 클린턴의 캔들 이후 그의 반대파이자 현대자유주의자라고 자칭하는 파벌이 다수파가 되면서 종지부를 찍었다.

## 같이 보기
- 신노동당
- 토니 블레어
- 고든 브라운
- 프랑수아 올랑드